# Can Planes (Palau-solità i Plegamans)
Can Planes és una masia de Palau-solità i Plegamans (Vallès Occidental) inclosa a l'Inventari del Patrimoni Arquitectònic de Catalunya.

## Descripció
És una masia de planta rectangular de dos pisos i golfes. Teulada de dues vessants i carener perpendicular a la façana principal. La façana principal té finestres rectangulars de diferents mides. Sobre la porta principal hi ha un balcó i una inscripció amb la data 1784 i el nom de Miquel Vila. Té un pati i un petit garatge. La casa té un molí de vent força malmès i construccions annexes.